# راشد جلال
راشد جلال (مواليد 8 ديسمبر 1994) لاعب كرة قدم إماراتي يجيد اللعب في الوسط في نادي الجزيرة الحمراء.
لعب سابقاً لأندية النصر والفجيرة و حتا و العربي و نادي جلف ونادي مصفوت ونادي الجزيرة الحمراء.

## روابط خارجية
- راشد جلال على موقع Soccerway.com (الإنجليزية)